# Remparts d'Aigues-Mortes
Les remparts d'Aigues-Mortes sont une enceinte de maçonnerie protégeant le centre-ville d'Aigues-Mortes, dans le département du Gard, en région Occitanie.

## Historique
Le territoire sur lequel a été construite la ville d'Aigues-Mortes a été acheté par Louis IX à l'abbaye de Psalmodi entre 1240 et 1248. Le roi s'embarque à Aigues-Mortes en 1248 pour la septième croisade. La ville a reçu sa charte de fondation en mai 1246. Des franchises sont accordées afin de fixer une population. Deux ans plus tard, les habitants demandent la construction d'une chaussée pour accéder à sec à la ville. On a alors aménagé le port. La tour du roi, appelée aujourd'hui la tour de Constance, est construite entre 1240 et 1249 pour protéger la route desservant la nouvelle ville et le séjour des pèlerins et marchands en partance pour la Terre Sainte comme l'exprime le pape Clément IV. La tour n'a été complètement terminée qu'à la fin du XIIIe siècle avec la construction du farot qui surmonte la tour.
Peu de documents permettent de préciser les dates et les périodes de construction des remparts. C'est au début du règne de Philippe III le Hardi, en 1272, qu'est passé un contrat avec le Génois Guglielmo Boccanegra par lequel il partage avec le roi la propriété de la ville et du port d'Aigues-Mortes moyennant le paiement de 5 000 livres tournois pour construire les remparts et aménager le port. Boccanegra meurt en 1274 et ses héritiers ont résilié le contrat. Ce contrat correspond à la première phase de construction. En 1289, sous le règne de Philippe IV le Bel, le sénéchal du roi à Beaucaire, Moncéliard, fait établir un devis estimatif pour fixer les modalités pour mener les travaux à bonne fin au meilleur prix et dans les délais les plus courts. Ce document a été établi alors que les travaux de construction des remparts étaient en cours. Ce devis avait pour but d'accélérer la construction et de corriger les défauts constatés par rapport au contrat précédent qui n'est pas parvenu. Ce deuxième contrat précise qu'il reste à construire 1 580 cannes et 5 pans de courtine, ce qui correspond en données modernes à 650 mètres. La tour Carbonnière correspond à la troisième phase de construction, à la fin du XIIIe siècle. En 1300 près de la tour de Constance, les remparts se déploient sur une longueur de 1 600 mètres.

## Description
Ils sont particulièrement remarquables par leur hauteur (11 m), leur longueur (1640 m) et l'état exceptionnel de leur conservation. Ils constituent, avec la tour de Constance, un témoignage spectaculaire en Europe occidentale de l'architecture militaire en milieu marécageux aux XIIIe et XIVe siècles.
L'enceinte quadrangulaire est flanquée de quinze tours et percée de dix portes.

## Protection aux monuments historiques
Les remparts, le château et la tour de Constance sont classés aux monuments historiques depuis le 1er décembre 1903. Diverses parcelles attenantes sont également classées depuis les 19 juillet 1921, 28 juillet 1928, 14 octobre 1929 et 8 janvier 1964.

## Légende
Les remparts d'Aigues-Mortes sont aussi le théâtre de la légende de Lou drapé, un cheval fabuleux qui, croit-on, en faisait le tour chaque nuit et prenait sur son dos les enfants égarés.

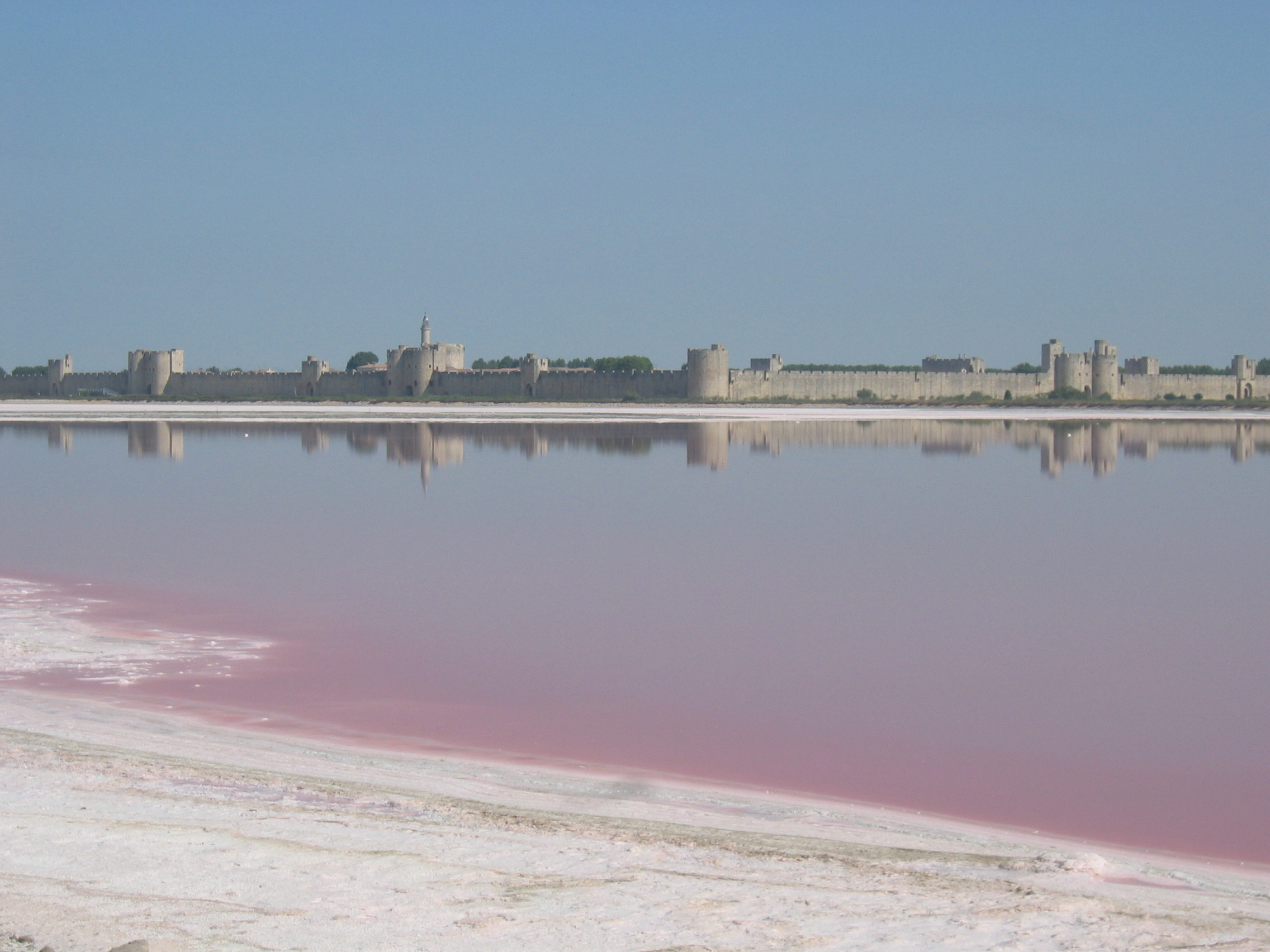
Remparts avec au premier plan une saline.
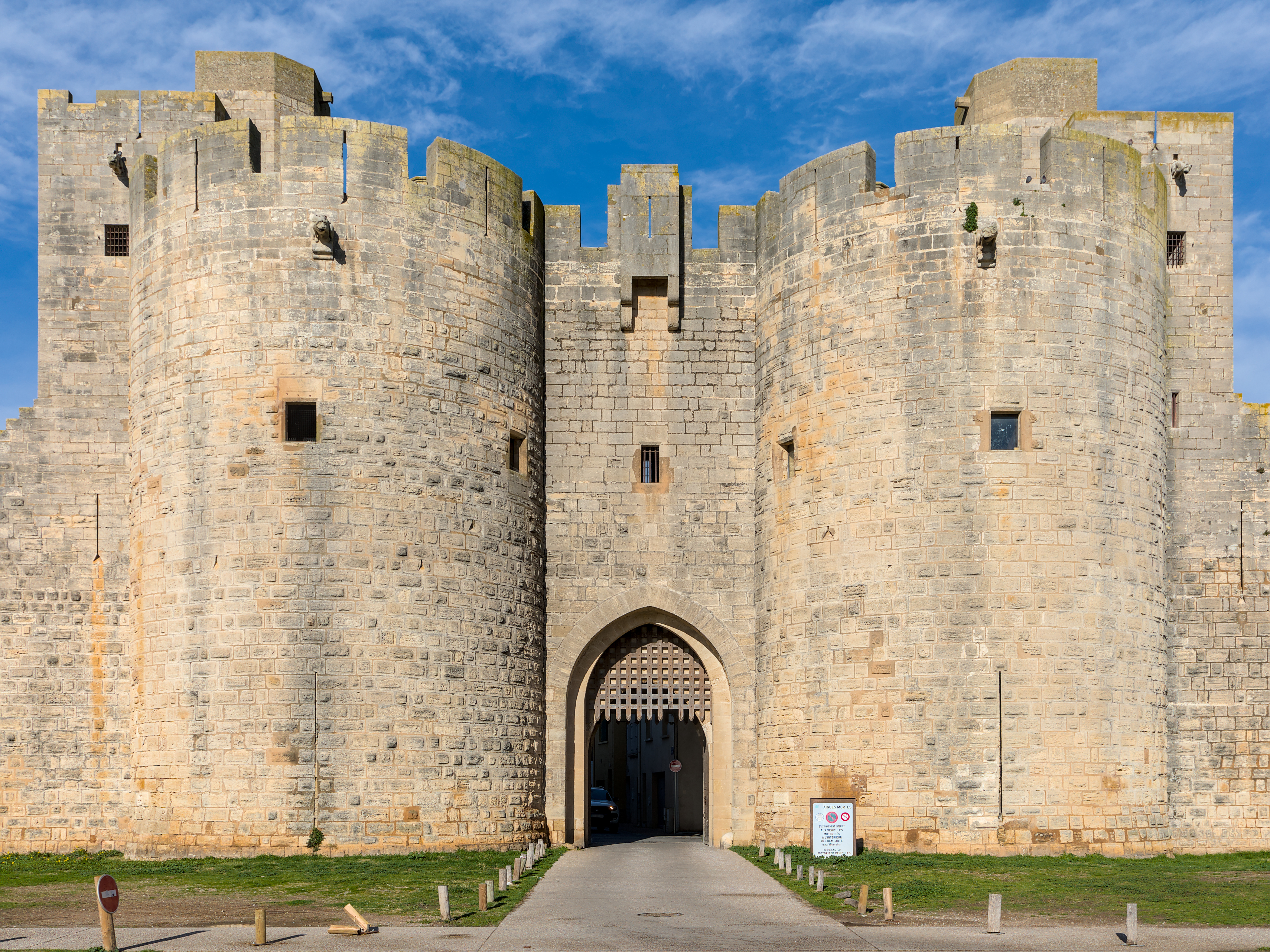
Porte de la Reine.
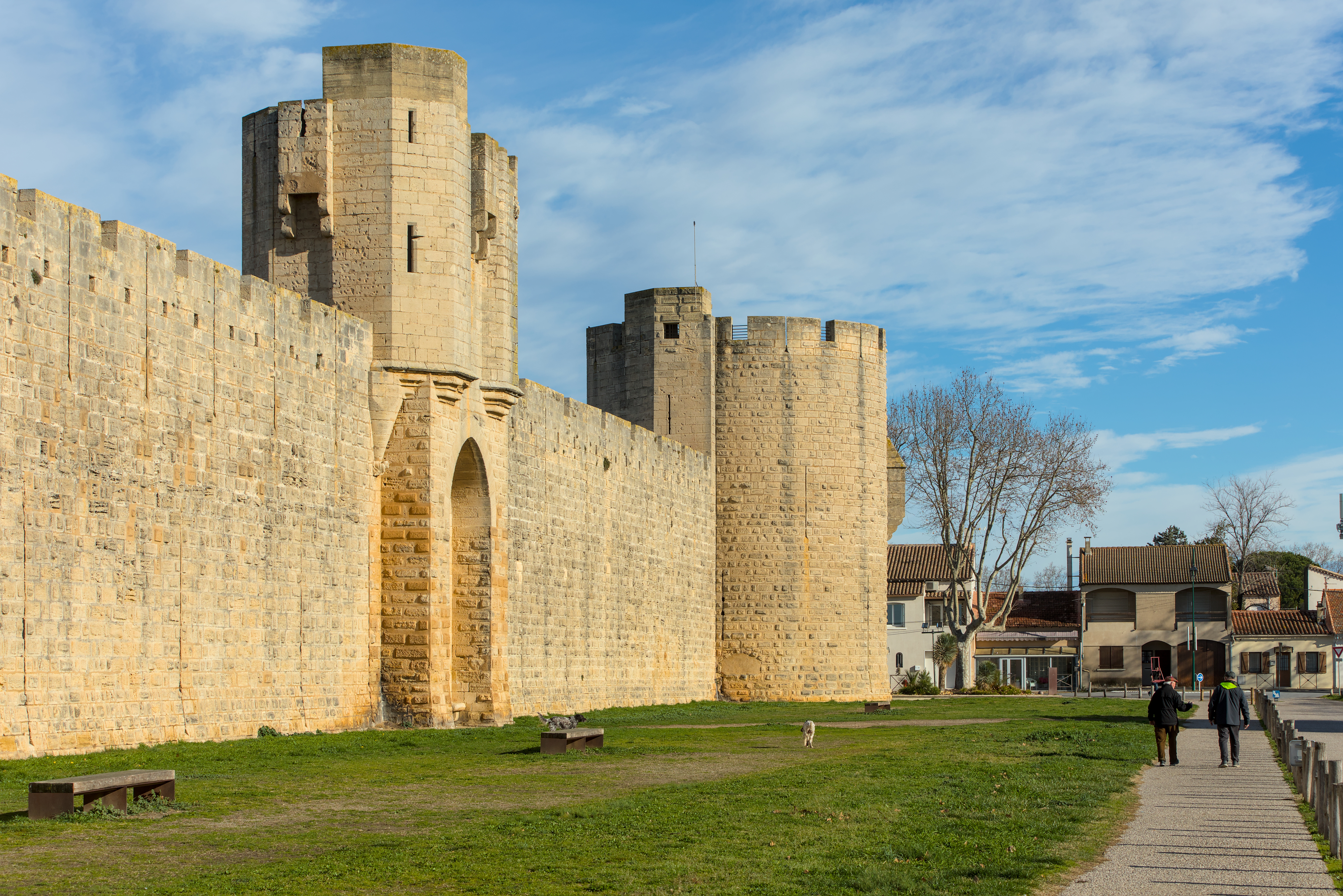
Porte des Cordeliers et Tour de Villeneuve.
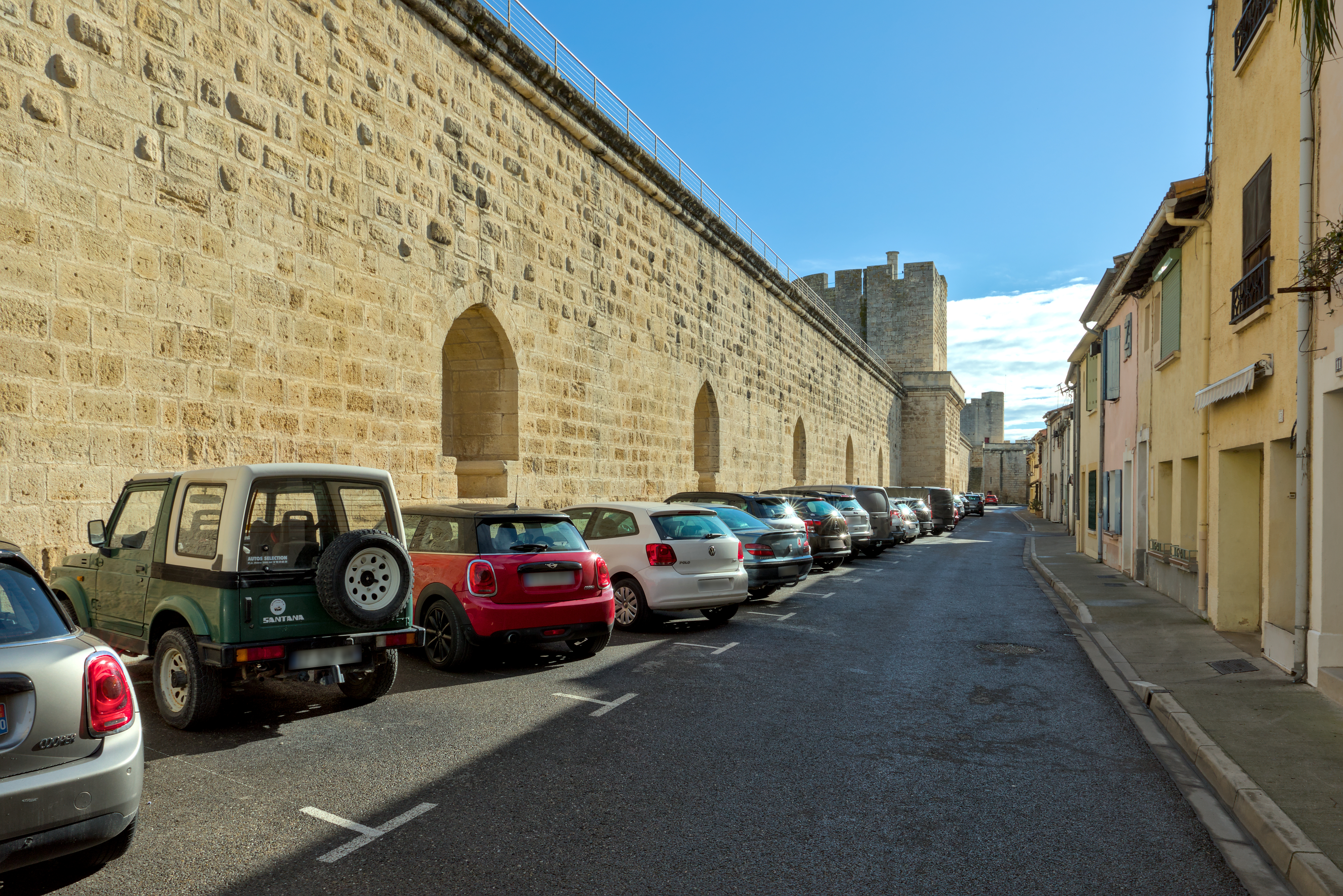
Côté intérieur (rue Émile Zola).
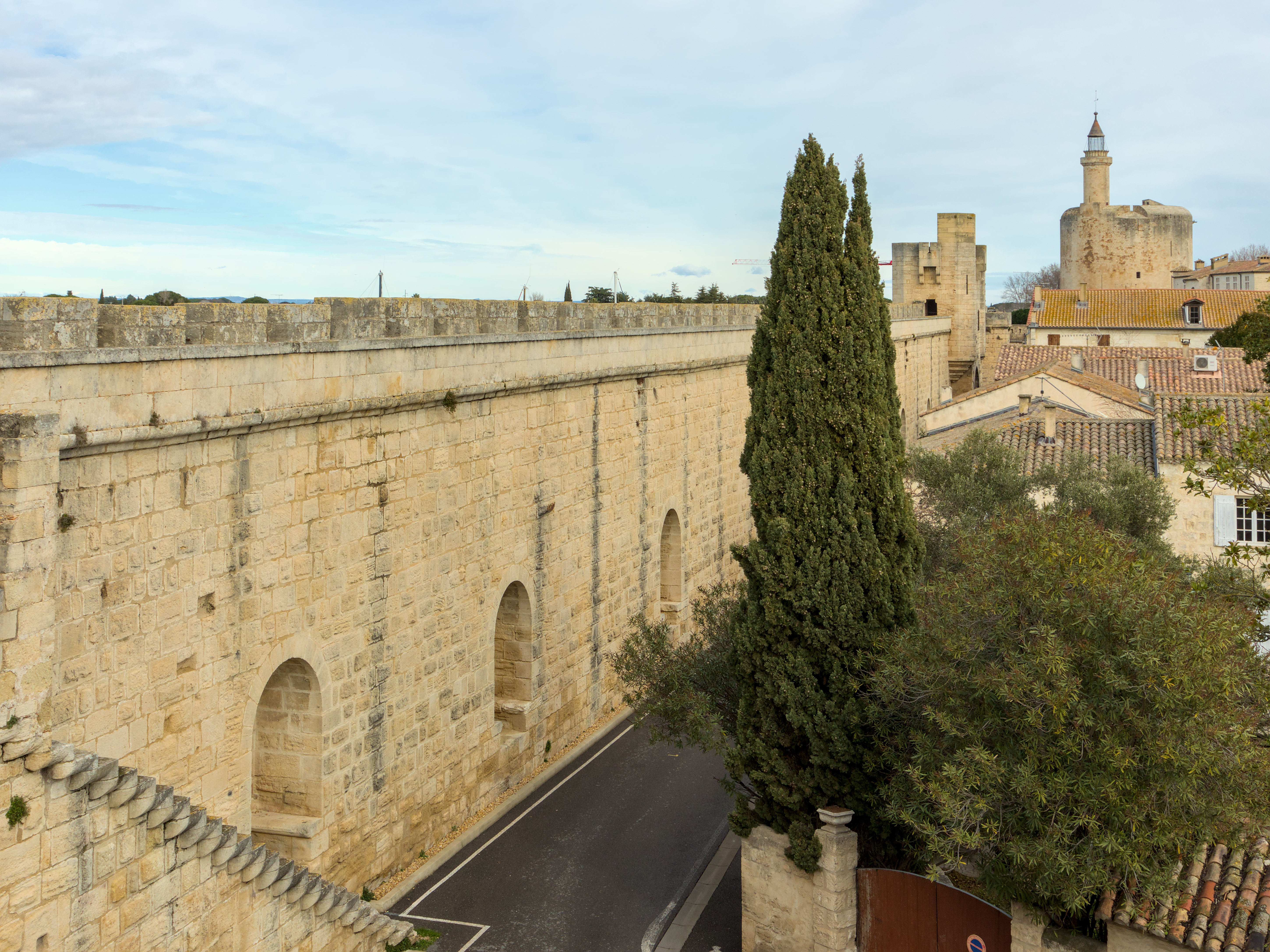
Côté intérieur, avec la Tour de Constance au fond.
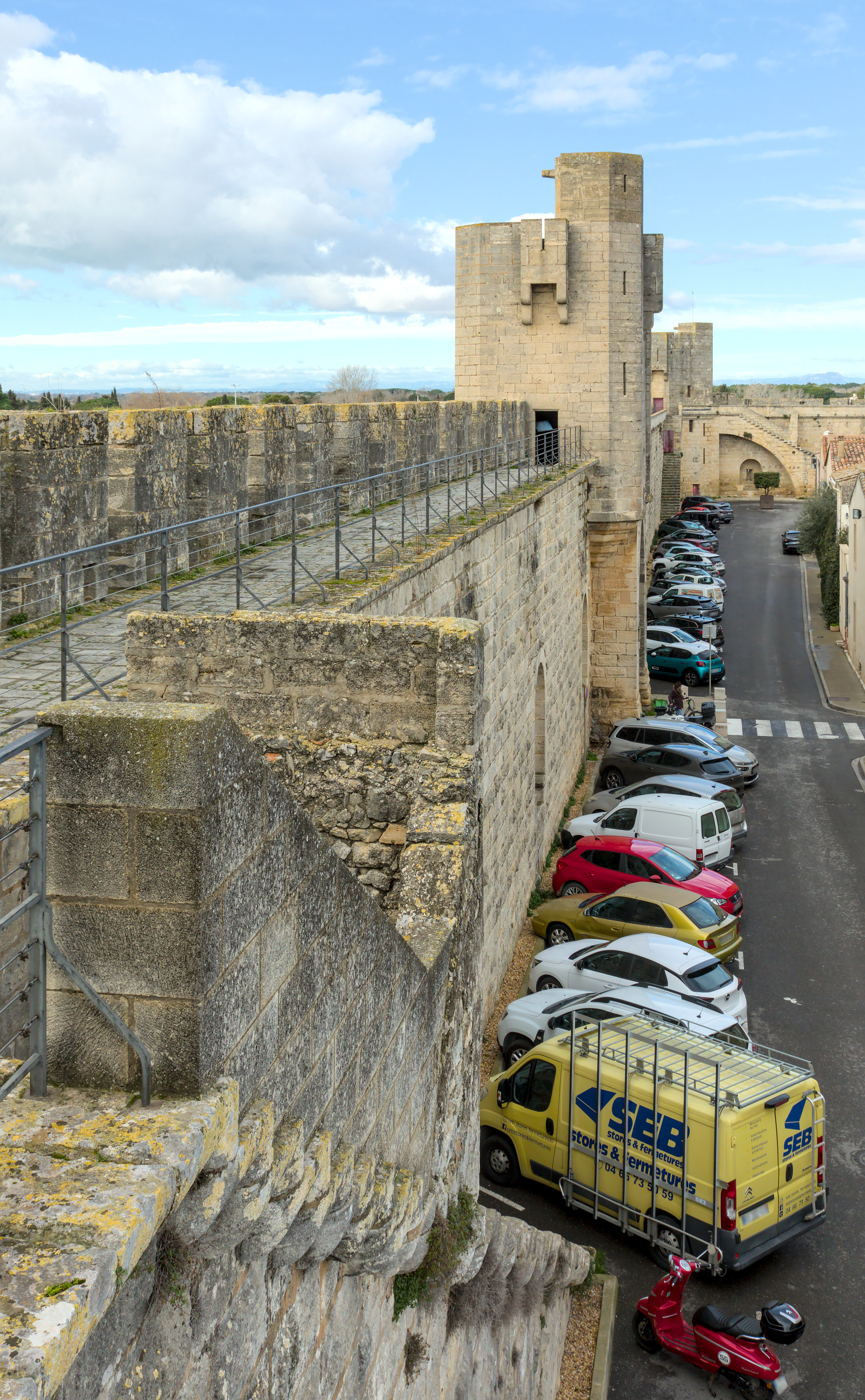
Partie sud-ouest des remparts
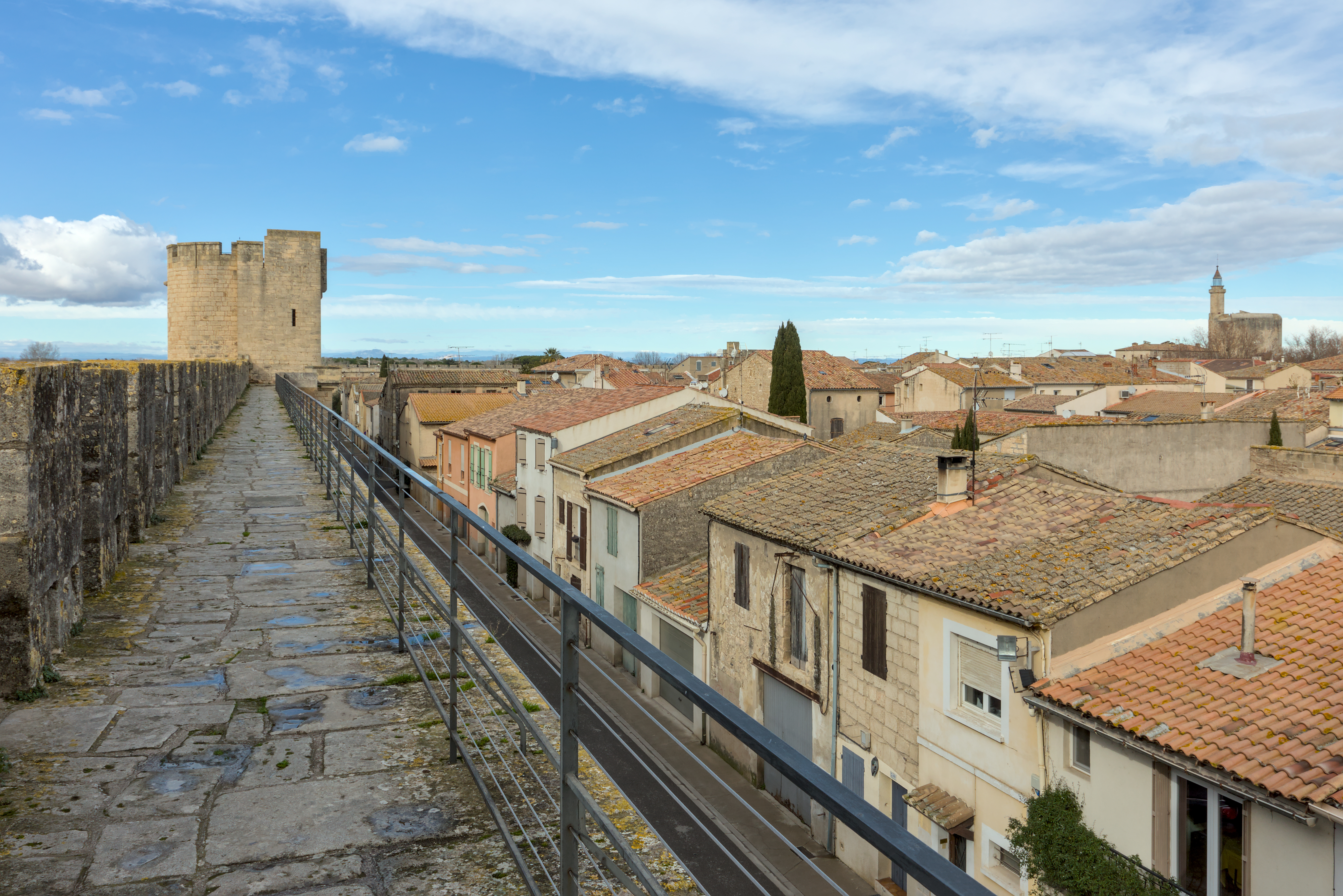
Partie sud-ouest des remparts et vue sur la ville intra-muros jusqu'à la Tour de Constance à droite.
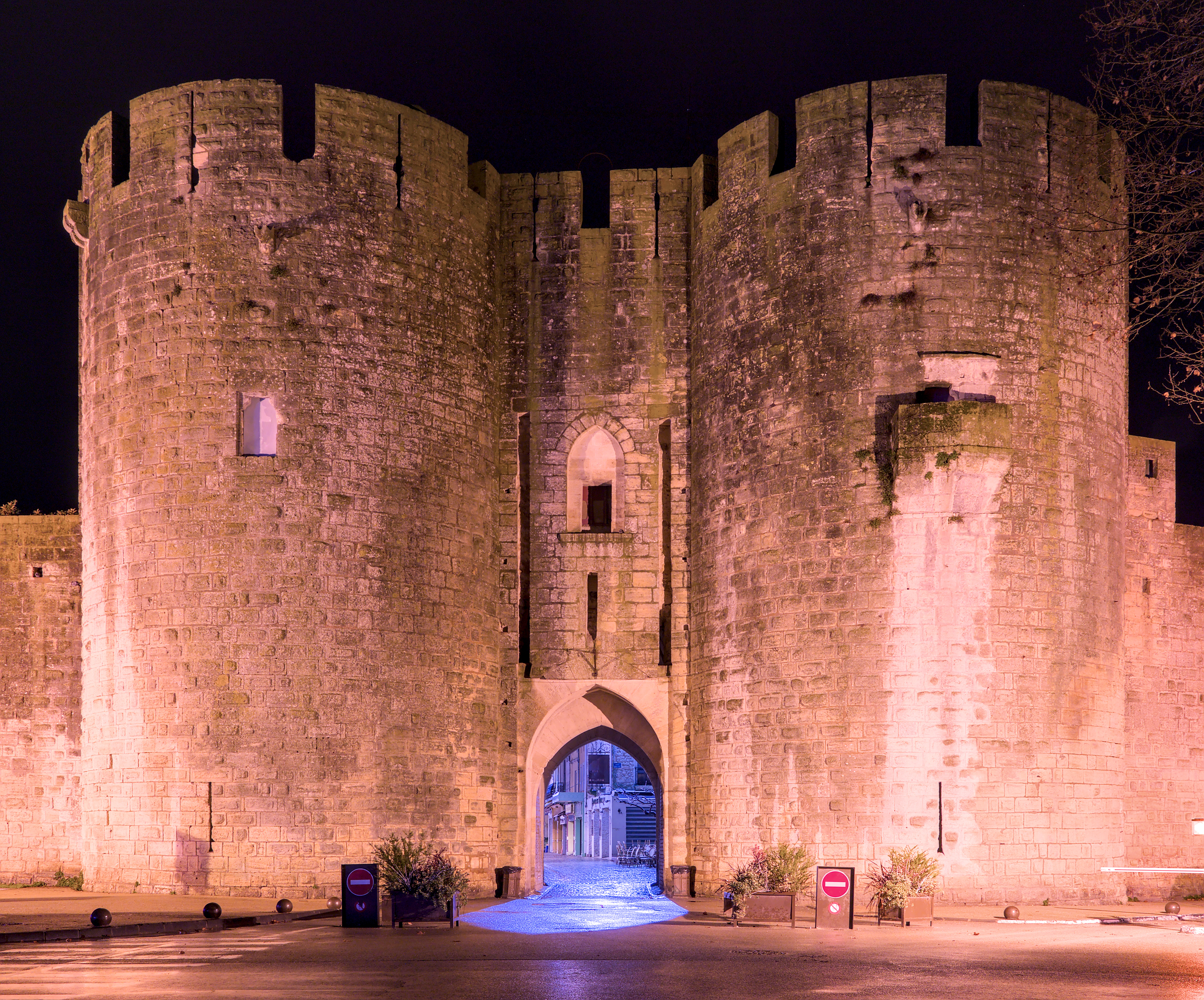
Porte de la Gardette, de nuit.
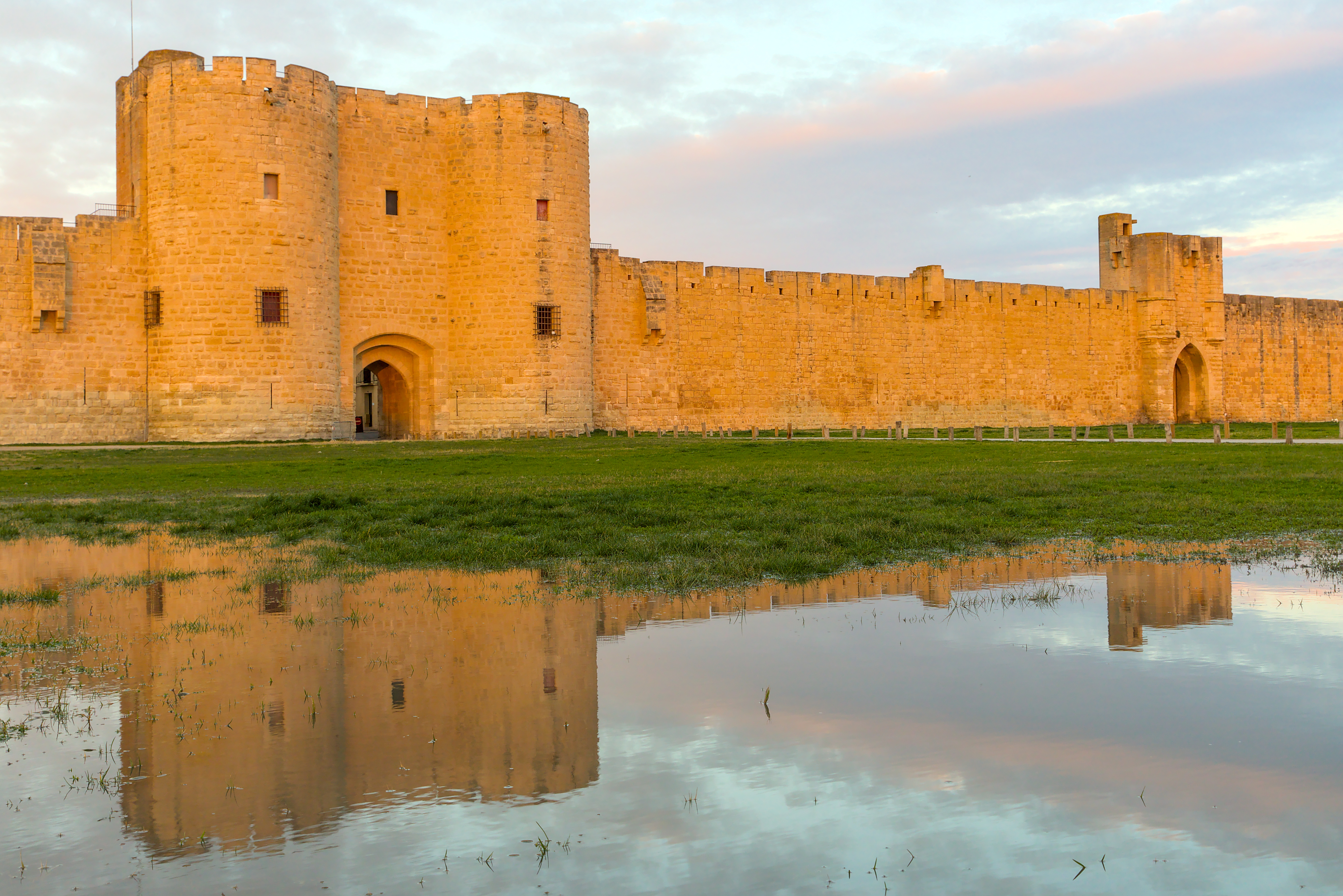
Partie sud-ouest des remparts, éclairée par la lumière du soleil couchant.
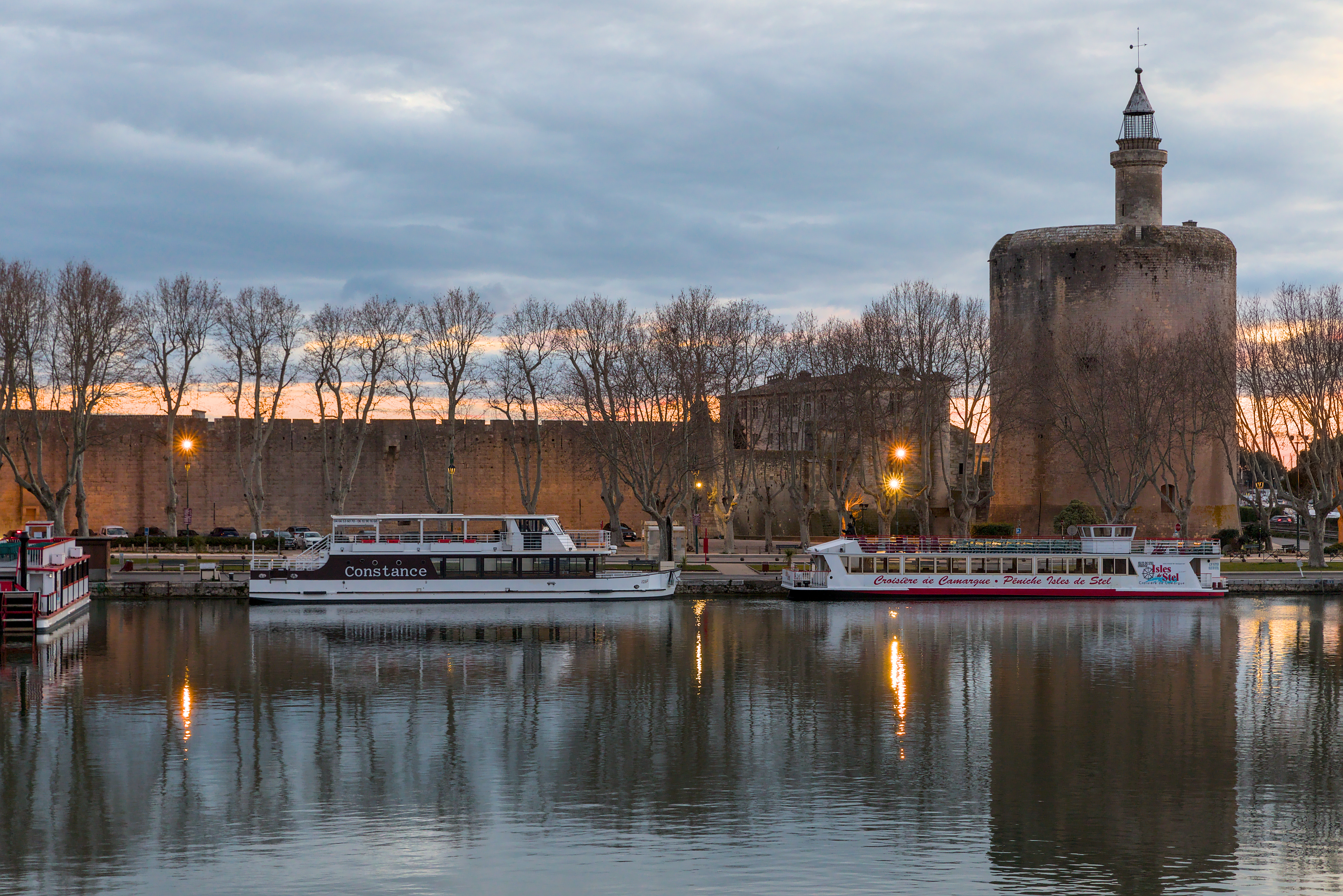
La Tour de Constance, les remparts et le canal du Rhône à Sète au coucher du soleil.